# サン・フェルモ・デッラ・バッターリア
サン・フェルモ・デッラ・バッターリア（伊: San Fermo della Battaglia）は、イタリア共和国ロンバルディア州コモ県にある、人口約7,800人の基礎自治体（コムーネ）。
2017年1月1日、カヴァッラスカを合併した。

## 地理

### 位置・広がり
コモ県のコムーネ。県都コモから西へ4kmの距離にある。

#### 隣接コムーネ
隣接するコムーネは以下の通り。括弧内のCH-TIはスイス・ティチーノ州所属を示す。
- Chiasso (CH-TI)
- コルヴェルデ
- コーモ
- モンターノ・ルチーノ

### 地震分類
イタリアの地震リスク階級 (it) では、4 に分類される
。

## 行政

### 分離集落
サン・フェルモ・デッラ・バッターリアには、以下の分離集落（フラツィオーネ）がある。
- Ca' Matta, Cavallasca, Dasia-Ca'Martello, Leno, Mornago, Olcellera, Ravona, Vergosa, Villaggio del Sole